# Bang Eun-jung
Bang Eun-jung (Hangul: 방은정, Hanja: 方恩晶, Hán-Việt: Phương Ân Tinh; sinh ngày 10 tháng 8 năm 1992) là một nữ diễn viên và người mẫu người Hàn Quốc trực thuộc công ty giải trí Woongbin Ens. Cô được biết đến qua các vai diễn trong các bộ phim truyền hình như The Sensible Life of Director Shin, Bạn cùng phòng của tôi là Gumiho, Hôm nay cũng ổn, Peng cô cũng xuất hiện trong các phim điện ảnh như Park Hwa-young, Trẻ trâu khởi nghiệp và Thiên thần đáng yêu của bố.

## Danh sách phim

### Phim điện ảnh
| Năm  | Tựa đề                           | Vai                      | Ghi chú   | Ng.           |
| ---- | -------------------------------- | ------------------------ | --------- | ------------- |
| 2014 | Set Me Free                      | Thành viên hợp xướng     | Khách mời | [ 4 ]         |
| 2018 | Park Hwa-young                   | Eun-jung                 | Vai phụ   | [ 5 ]         |
| 2019 | Trẻ trâu khởi nghiệp             | Kim Go-eun               | Vai phụ   | [ 6 ]         |
| 2020 | Nổi loạn tuổi 18                 | Eun-jeong                | Vai phụ   | [ 7 ]         |
| 2020 | On July 7                        | Soo-in                   | Vai phụ   | [ 8 ]         |
| 2021 | Thiên thần đáng yêu của bố       | Người kể chuyện Eun Sook | Vai phụ   | [ 9 ]         |
| 2022 | Kẻ sát nhân: Đứa trẻ có thể chết | Sung-yeon                | Vai phụ   | [ 10 ] [ 11 ] |

### Phim truyền hình
| Năm  | Tựa đề                           | Kênh | Vai           | Ghi chú             | Ng.    |
| ---- | -------------------------------- | ---- | ------------- | ------------------- | ------ |
| 2016 | Team Play Trap                   |      | Soo-mi        | Vai phụ             | [ 12 ] |
| 2021 | Bạn cùng phòng của tôi là Gumiho | tvN  | Jeon Da-young | Vai phụ             | [ 13 ] |
| 2021 | Đánh thức tình yêu               | tvN  | Hyun Ji-eun   | Vai chính           | [ 14 ] |
| 2022 | Tuổi hai lăm, tuổi hai mốt       | tvN  | Lee Da-seul   | Khách mời (tập 2-4) | [ 15 ] |
| 2022 | Thanh tra mẫu mực 2              | JTBC | Sung Joo-ri   | Khách mời (tập 3-4) | [ 16 ] |
| 2023 | Đại chiến mai mối                | KBS2 | Gae Dong-yi   | Vai phụ             | [ 17 ] |

### Phim chiếu mạng
| Năm  | Tựa đề                             | Vai        | Ghi chú   | Ng.    |
| ---- | ---------------------------------- | ---------- | --------- | ------ |
| 2017 | The Sensible Life of Director Shin | Eun-jung   | Vai phụ   | [ 18 ] |
| 2017 | I Need a Standard                  | Doo Soo-ah | Vai chính | [ 19 ] |
| 2017 | Hôm nay cũng ổn                    | Lee Haru   | Vai chính | [ 20 ] |
| 2018 | I Need a Standard 2                | Doo Soo-ah | Vai chính | [ 21 ] |
| 2018 | What Are You Doing For Christmas   | Mi-joo     | Vai phụ   | [ 22 ] |
| 2021 | Peng                               | Doo Ru-mi  | Vai phụ   | [ 23 ] |

### Music video
| Năm  | Bài hát              | Ca sĩ   | Thời lượng | Ng.    |
| ---- | -------------------- | ------- | ---------- | ------ |
| 2018 | Blind Date           | Lee Woo | 04:15      | [ 24 ] |
| 2020 | A Reason To Break Up | Lee Woo | 04:15      | [ 25 ] |
| 2021 | Hate You             | Dodo    | 04:15      | [ 26 ] |